# Championnat d'Uruguay de football 1911
Navigation
Édition précédente Édition suivante
| \| Montevideo: · Central Español Fútbol Club · CURCC · Nacional · Wanderers · River Plate · Dublin · Bristol · Libertad Montevideo \| Localisation des clubs engagés dans le championnat. |
| Montevideo: · Central Español Fútbol Club · CURCC · Nacional · Wanderers · River Plate · Dublin · Bristol · Libertad Montevideo                                                           |

La 11e édition du championnat d'Uruguay de football est remportée par le Central Uruguay Railway Cricket Club. C’est le cinquième titre de champion du club. Le CURCC l’emporte avec 9 points d’avance sur le Montevideo Wanderers. River Plate Football Club, champion en titre complète le podium. 
Avec la relégation de French Football Club, le championnat passe de 9 à 8 équipes. Petit à petit un système de promotion/relégation de met en place. Libertad qui termine à la dernière place de la première division est remplacé pour la saison  1912 par Universal.
Le CURCC remporte son cinquième et dernier sous cette appellation. Le club changera ensuite de nom pour adopter celui du quartier  de Montevideo dans lequel il est basé et gagnera d’autres titres sous le nom de Club Atlético Peñarol.
Tous les clubs participant au championnat sont basés dans l’agglomération de Montevideo.

## Les clubs de l'édition 1911
| Club                                 | Stade         | Capacité | Ville      |
| ------------------------------------ | ------------- | -------- | ---------- |
| Bristol Football Club                | -             | -        | Montevideo |
| Central Español Fútbol Club          | -             | -        | Montevideo |
| Central Uruguay Railway Cricket Club | Villa Peñarol | -        | Montevideo |
| Dublin Football Club                 | -             | -        | Montevideo |
| Libertad                             | -             | -        | Montevideo |
| Montevideo Wanderers Fútbol Club     | -             | -        | Montevideo |
| Club Nacional de Football            | -             | -        | Montevideo |
| River Plate Football Club            | -             | -        | Montevideo |

## Compétition

### Classement
Le classement est établi sur le barème de points suivant : victoire à 2 points, match nul à 1, défaite à 0.
| Rang | Équipe                      | Pts | J  | G  | N | P | Bp | Bc | Diff |
| ---- | --------------------------- | --- | -- | -- | - | - | -- | -- | ---- |
| 1    | CURCC                       | 25  | 14 | 12 | 1 | 1 | 29 | 9  | +20  |
| 2    | Montevideo Wanderers        | 16  | 14 | 6  | 4 | 4 | 28 | 13 | +15  |
| 3    | River Plate T               | 15  | 14 | 5  | 5 | 4 | 25 | 15 | +10  |
| 4    | Dublin Football Club        | 15  | 14 | 6  | 3 | 5 | 25 | 26 | -1   |
| 5    | Club Nacional de Football   | 15  | 14 | 6  | 3 | 5 | 17 | 19 | -2   |
| 6    | Bristol Football Club       | 10  | 14 | 4  | 2 | 8 | 20 | 32 | -12  |
| 7    | Central Español Fútbol Club | 9   | 14 | 3  | 3 | 8 | 17 | 27 | -10  |
| 8    | Libertad                    | 7   | 14 | 2  | 3 | 9 | 12 | 33 | -21  |

| Légende : Qualifications et relégations | Légende : Qualifications et relégations |
| --------------------------------------- | --------------------------------------- |
|                                         | Champion d’Uruguay                      |
|                                         | Relégation en deuxième division         |
|                                         | T : Tenant du titre P : Promus          |

## Bilan de la saison
| Championnat d'Uruguay de football 1911                             |                                                 |
| Champion                                                           | Central Uruguay Railway Cricket Club (5e titre) |
| Promotions et relégations                                          |                                                 |
| Promus en Primera División                                         | Universal Football Club                         |
| Relégués en Championnat d'Uruguay de football de deuxième division | Libertad                                        |